# Amor de poeta

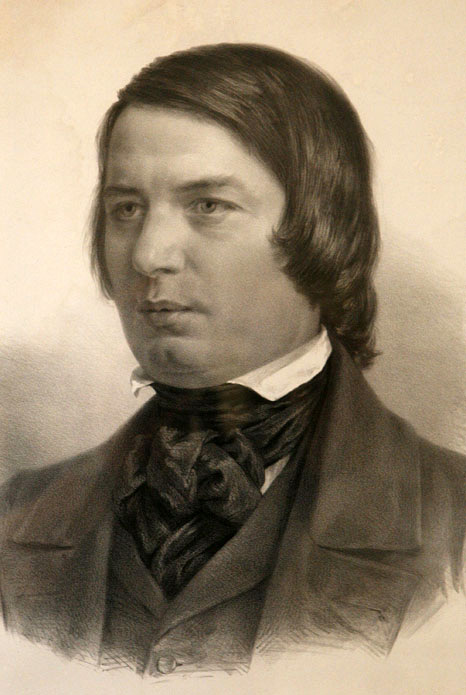
Robert Schumann

Dichterliebe (Amor de poeta) es un ciclo de canciones en alemán o Lieder de Robert Schumann compuesto en 1840 para voz solista con acompañamiento de piano. Señala uno de los hitos de la canción del romanticismo alemán. 
Se compone de 16 textos del poeta Heinrich Heine, tomados de los 65 que componen su Intermedio lírico, -Lyrisches Intermezzo, en alemán- (incluido en el Buch der Lieder) de 1822-1823 y junto a los ciclos de Franz Schubert (Die schöne Müllerin y Winterreise), forman parte del núcleo más selecto del repertorio romántico en ese género, además de Liederkreis y Amor y vida de mujer (Frauenliebe und Leben), también de Schumann.
Aunque la versión original sea para voz alta (soprano o tenor), este ciclo es frecuentemente interpretado por barítono. Las versiones para voz media o baja contienen algunas modificaciones de la línea melódica[cita requerida]. Dedicado a la soprano Wilhelmine Schröder-Devrient, el ciclo ha  sido también interpretado por sopranos o mezzosopranos. Ha sido objeto de famosas lecturas por parte de intérpretes de la talla de Dietrich Fischer-Dieskau Christoph Eschenbach, Peter Pears/Benjamin Britten, Fritz Wunderlich, Peter Schreier/Christoph Eschenbach, Brigitte Fassbaender, Ian Bostridge, Thomas Hampson, Thomas Quasthoff, Christoph Prégardien y Christian Gerhaher.

## Las canciones
1. Im wunderschönen Monat Mai (Heine, Intermedio lírico n.º 1).
2. Aus meinen Tränen sprießen (Heine n.º 2). 
3. Die Rose, die Lilie, die Taube, die Sonne (Heine n.º 3). 
4. Wenn ich in deine Augen seh (Heine n.º 4). 
5. Ich will meine Seele tauchen (Heine n.º 7). 
6. Im Rhein, im heiligen Strome (Heine n.º 11). 
7. Ich grolle nicht (Heine n.º 18). 
8. Und wüßten's die Blumen, die kleinen (Heine n.º 22). 
9. Das ist ein Flöten und Geigen (Heine n.º 20). 
10. Hör' ich das Liedchen klingen (Heine n.º 40). 
11. Ein Jüngling liebt ein Mädchen (Heine n.º 39). 
12. Am leuchtenden Sommermorgen (Heine n.º 45). 
13. Ich hab' im Traum geweinet (Heine n.º 55). 
14. Allnächtlich im Traume (Heine n.º 56). 
15. Aus alten Märchen winkt es (Heine n.º 43). 
16. Die alten, bösen Lieder (Heine n.º 65).

## Grabaciones de referencia
- Thom Denijs y Enni Denijs-Kroyt, 1928, (HMV 78rpm D2062-64).[3]
- Charles Panzéra y Alfred Cortot (HMV DB 4987-89).[4]
- Gerhard Hüsch y Hanns Udo Müller (1930s) (HMV 78rpm).
- Gérard Souzay y Jacqueline Bonneau, 1953 (Decca CD 440 065-2)[5]
- Gérard Souzay y Dalton Baldwin, 1962 (Philips CD 442 741-2).
- Gérard Souzay y Alfred Cortot (Live, Paris 1956), (Italian Cetra LP LO 501).
- Lotte Lehmann y Bruno Walter (1940s), (EMI, London 1955).
- Aksel Schiøtz y Gerald Moore (1946), (HMV 78rpm DB 6270-72, HMV BLP 1064).[6]
- Suzanne Danco c 1950, (Decca 78rpm AK 2310-12).[7]
- Walther Ludwig y Michael Raucheisen, EMG review April 1955 (DGG LP 16029)[8]
- Fritz Wunderlich y Hubert Giesen, (DGG CD 449 7472).
- Dietrich Fischer-Dieskau y Jörg Demus, EMG 1957 (DGG LPM 18370)[9]
- Dietrich Fischer-Dieskau y Christoph Eschenbach (1973-77) (DGG CD 439 417-2).
- Dietrich Fischer-Dieskau y Vladimir Horowitz (live recording, 1977) (Sony Classical 074644674323).
- Peter Schreier y Norman Shetler (1972) (DGG LP 2530 353).
- Peter Schreier, András Schiff	Orfeo C658051B.
- Wolfgang Holzmair y Imogen Cooper (Philips Dig 446 086-2).
- Ian Partridge y Jennifer Partridge, 1974 (CfP CD CFP 4651).
- Dietrich Fischer-Dieskau y Alfred Brendel (Philips CD Dig 416 352-2).
- José van Dam y Dalton Baldwin (Forlane CD B0000541 FL).
- Thomas Quasthoff, Roberto Szidon	RCA 74321869522.
- Christopher Maltman, Graham Johnson (Hyperion CDJ33105).
- Christoph Prégardien, Andreas Staier (DHM).
- Christian Gerhaher, Gerold Huber (RCA 82876 589952).
- Simon Keenlyside, Malcolm Martineau	Sony 88697566892.
- Gerald Finley y Julius Drake, 2008.